# Sie und Er (1992)
Sie und Er ist ein zweiteiliger Fernsehfilm von Frank Beyer und Klaus Poche aus dem Jahr 1992, der im Auftrag der ARD für den WDR produziert wurde. In den Hauptrollen ist der Film besetzt mit Senta Berger und Reimar J. Baur, die ein seit mehr als zwanzig Jahren verheiratetes Paar spielen, das in eine Krise gerät.

## Handlung
- Teil 1

George und Charlotte, von George Charlie genannt, sind seit mehr als zwanzig Jahren nach ihrem Empfinden glücklich verheiratet. Zu diesem Glück gehören vor allem die gemeinsamen Kinder Leo und Sarah. George ist in einem Forschungszentrum eines Pharmakonzerns tätig, Charlotte ist Psychologin. Nachdem Leo bereits ausgezogen ist, will nun auch Sarah das elterliche Haus verlassen, um mit ihrem Freund Rudi zusammenzuziehen. Besonders Charlotte ist hin- und hergerissen zwischen widerstreitenden Gefühlen und sieht dem Auszug von Sarah mit gemischten Gefühlen entgegen. Sie ist jedoch fest entschlossen, die Zeit, die nun anbricht, gemeinsam mit ihrem Mann zu nutzen und zu genießen.
Zunächst scheint es auch so, als würde das Paar an einem Strang ziehen, da George Charlottes Plänen zustimmt und beide zusammen allerhand unternehmen, wie Fahrradfahren, Kino-, Theater-, Opern- und Museumsbesuche, selbst die Kirchen seien nicht mehr sicher vor ihnen, meint George sarkastisch, ein Glück, dass gerade Winter sei und die Dampfer nicht mehr fahren würden. Als am Wochenende ein Besuch bei Charlottes Eltern ansteht und George lieber zu Hause bleiben will, kommt es zu einem Zerwürfnis zwischen dem Paar. George hat zudem mit Problemen auf seiner Arbeitsstelle zu kämpfen, da ihm ein jüngerer Kollege vorgezogen wird. Dieser soll plötzlich den von George bereits ausgearbeiteten Vortrag in Tokio halten.
Immer öfter geschieht es nun, dass Kleinigkeiten aufgebauscht und zum Problem zwischen George und Charlotte werden. Auch will niemand nachgeben und beharrt auf seinem Standpunkt, sodass das Paar zwangsläufig auseinandertriftet und jeder seiner eigenen Wege geht. George gibt den Avancen, die ihm die Journalistin Hanna macht nach und schläft mit ihr. Als Charlotte einen Versuch unternimmt, ihre Ehe wieder in Ordnung zu bringen, gesteht George ihr, dass er eine andere Frau kennengelernt habe und nicht wisse, wie es nun weitergehen soll.
- Teil 2

Tatsächlich haben George und Charlotte es nicht geschafft, ihre Ehekrise zu überwinden. George hat sich inzwischen zu Hanna bekannt und Charlotte probt ihre Unabhängigkeit. Unterstützt wird sie in dieser Phase ihres Lebens besonders von ihrer neuen Freundin Eva. Charlotte plant, aus dem gemeinsamen Haus aus- und in eine kleine Wohnung einzuziehen. Zum 21. Geburtstag ihrer Tochter Sarah wollen George und Charlotte jedoch noch einmal „heile Welt“ spielen. Sarah soll diesen Tag sowohl mit Mama und Papa, als auch mit Oma und Opa, Leo und Rudi, Onkel Peter und Tante Christa sowie Charlottes neuer Freundin Eva feiern dürfen. George und Charlotte reißen sich für ihre Tochter zusammen und überspielen die Schwierigkeiten, die sie inzwischen voneinander trennen. Sarah freut sich und hofft, dass zwischen ihren Eltern alles wieder so wie früher werden könnte. Daraus wird jedoch nichts, da George nach Paris versetzt wird, weil die Forschungsabteilung des Kölner Pharmakonzerns verkleinert werden soll. Und auch Charlotte erlebt erneut eine Enttäuschung, als sie mit einem Familienfoto auf dem Flughafen erscheint, um sich von George zu verabschieden, muss sie feststellen, dass Hanna mit ihm gehen wird. Charlotte muss sich eingestehen, dass sie das sehr verletzt, aber auch, dass sie nun die Kraft finden muss, sich innerlich von George zu lösen.
Im Kölner Nachtleben macht Charlotte die Bekanntschaft des jungen Fotografen Hardy, in dessen Armen sie am nächsten Morgen aufwacht. Sie weiß im selben Moment, dass das nicht die Lösung ihres Problems sein kann. Aber auch George hat inzwischen festgestellt, dass er Charlotte vermisst und dass ihm die Gespräche mit der Frau, mit der er so viele gemeinsame Erinnerungen teilt, fehlen. Kurzentschlossen meldet er sich bei Charlotte und bittet sie, ihn in Paris zu besuchen. Dieser Besuch, auf den sich beide sehr gefreut hatten, endet jedoch in gegenseitigen Vorwürfen und Selbstquälereien. Erneut flüchtet Charlotte und lässt George ratlos zurück. Für ihn ist allerdings eines klar, seine Beziehung zu Hanna hat keine Zukunft und auch beruflich sieht er für sich keine Perspektive in Paris. Er will zurück nach Köln und ist sogar noch froh, dass er in seiner alten Firma einen Job bekommt, der sehr viel schlechter bezahlt und unter seinen Möglichkeiten ist.
Als Charlotte und George sich treffen, um über den Verkauf ihres Haus zu sprechen, meint Charlotte, es sei ihnen in der Vergangenheit wohl zu gut gegangen. Auch diesmal trennen sie sich wieder in Unfrieden. Dann jedoch stirbt völlig überraschend Charlottes Mutter, obwohl ihr Vater der Schwerkranke in dieser Beziehung war. Die Trauer bringt sie wieder näher mit George zusammen. Beide stellen fest, dass die alte Vertrautheit plötzlich wieder da ist und ein Gefühl der Zärtlichkeit füreinander. Sie versichern sich, dass man ja nichts übereilen müsse und in ihren Worten schwingt ein bisschen Hoffnung mit.

## Produktion

### Produktionsnotizen
Produziert wurde der Film von der Westdeutschen Universum-Film GmbH (Köln). Die Redaktion für den WDR lag bei Heidi Steinhaus, die Produktionsleitung bei Peter Voss und die Aufnahmeleitung bei José Urquijo.

### Veröffentlichung
Uraufgeführt wurde der Film am 29. Januar 1992 im Programm der ARD.

## Kritik
Für die Kritiker der Fernsehzeitschrift TV Spielfilm war Sie und Er eine „zähe Ehetherapie im Fernsehformat“. Der Film bekam eine mittlere Wertung, der Daumen zeigte zur Seite; für Humor, Anspruch und Spannung gab es je einen von drei möglichen Punkten und die Aussage, Regisseur Frank Beyer, der mit „DEFA-Meisterwerken wie Spur der Steine und Jakob der Lügner Furore gemacht“ habe, sei „hier nur ein mittelprächtiges Ehedrama gelungen“.